# Thuban
Thuban (Alfa Draconis) – gwiazda w konstelacji Smoka.

## Nazwa
Nazwa gwiazdy wywodzi się z języka arabskiego (arab. ‏ثعبان‎ IPA [θu‘bān] Thu'ban) i oznacza „bazyliszka”, co jest arabskim odpowiednikiem smoka. Dla Arabów była to również nazwa całego gwiazdozbioru. Czasem nazywaną ją również Adib od Al Dhi'bah – słowa oznaczającego „hieny”, lub Al Dhifi - „samiec hieny”. Persowie używali nazwy Azhdeha. Dla władcy mezopotamskiego Sargona Wielkiego miała ona związek z życiem po śmierci i bogiem sądu ostatecznego Caga Gilgati, stąd wyjątkowo liczne nazwy: Tir-An-na („Życie w Niebie”), Dayan Same („Sędzia Nieba”), Dayan Sidi („Przychylny Sędzia”), Dayan Shisha („Sędzia Kierujący”). Wśród żeglarzy funkcjonowała nazwa Ogon Smoka.

## Właściwości fizyczne
Jest to gwiazda spektroskopowo podwójna. Jej niewidoczny towarzysz obiega ją w czasie 51,4 dnia w odległości zaledwie około 0,22 au. Przypuszczalnie jest nim czerwony karzeł lub biały karzeł o niewielkiej masie.
Thuban jest jednym z niewielu olbrzymów typu widmowego A, co pozwala sądzić, że nie jest nim od długiego czasu. Prawdopodobnie stanie się olbrzymem typu K w rodzaju Aldebarana. Jednak również możliwe jest, że Thuban „wypalił” cały swój zasób helu i rozpoczyna „spalanie” węgla. Wtedy stanie się niebieskim olbrzymem podobnym do gwiazdy Hadar. Aktualnie jego temperatura to około 9800 K. Jest to temperatura zbliżona do tej, jaką ma Wega, jednak Thuban jest od niej ponad pięciokrotnie jaśniejszy, a około 250-300 razy jaśniejszy od Słońca. Thuban ma 5,0 razy większą masę i 6,3 razy większą średnicę w stosunku do Słońca. Przyspieszenie grawitacyjne na jego powierzchni wynosi 34,5 ms−2 (na powierzchni Słońca 273,95 ms−2).

## Thuban jako Gwiazda Polarna
Dzięki precesji Thuban był Gwiazdą Polarną około roku 2700 p.n.e. Miało to miejsce w okresie budowy wielkich piramid egipskich. Ponieważ Thuban nigdy nie opuszczał nieba, był w starożytnym Egipcie uważany za symbol nieśmiertelności. Jeden z szybów wewnątrz Wielkiej Piramidy faraona Cheopsa celuje w tę gwiazdę, podczas gdy drugi jest skierowany w miejsce, gdzie górowała gwiazda Alnitak z Gwiazdozbiór Oriona. Ta konstelacja dla Egipcjan oznaczała boga zmarłych Ozyrysa. Szyby te mają znaczenie symboliczne, miały zapewnić królowi pomyślną podróż do krainy zmarłych i życie wieczne.
Thuban będzie ponownie gwiazdą polarną około roku 24000 n.e.